# Katholieke Kerk in Griekenland

Griekenland

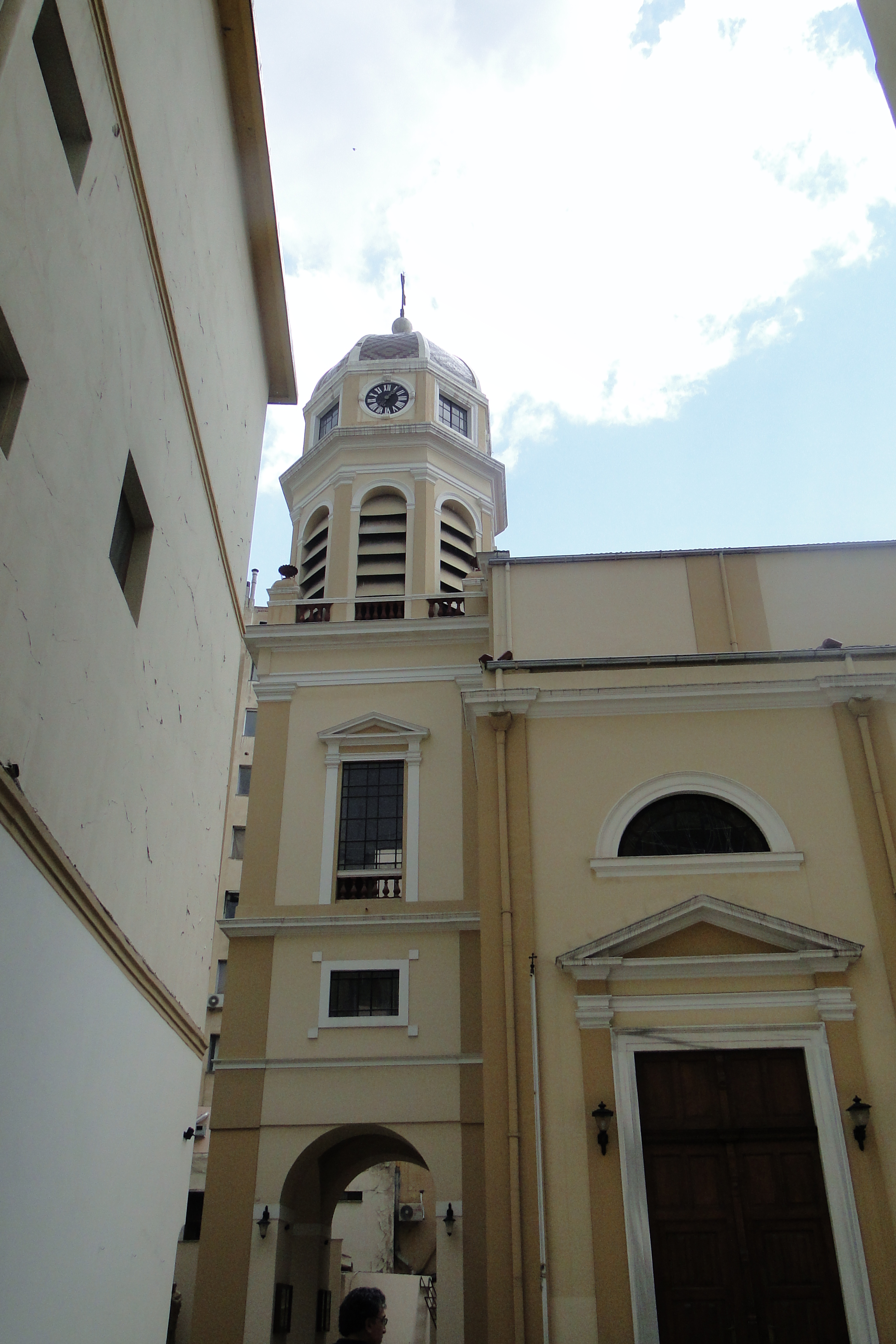
Kerk in Thessaloniki

De Katholieke Kerk in Griekenland (Grieks: Καθολική Εκκλησία στην Ελλάδα, Katholikí Ekklisía stin Elláda) maakt deel uit van de wereldwijde Katholieke Kerk.
Apostolisch nuntius voor Griekenland is sinds 1 december 2022 aartsbisschop Jan Pawłowski.

## Bestuurlijke indeling
1. Kerkprovincie Corfu, Zante en Cefalonia
  1. Aartsbisdom Corfu, Zante en Cefalonia
2. Kerkprovincie Naxos, Andros, Tinos en Mykene
  1. Aartsbisdom Naxos, Andros, Tinos en Mykene:
  2. Bisdom Chios
  3. Bisdom Santorini
  4. Bisdom Kreta
  5. Bisdom Syros
3. Immediata:
  1. Aartsbisdom Athene
  2. Aartsbisdom Rhodos
  3. Apostolisch vicariaat Thessaloniki